# 新林院

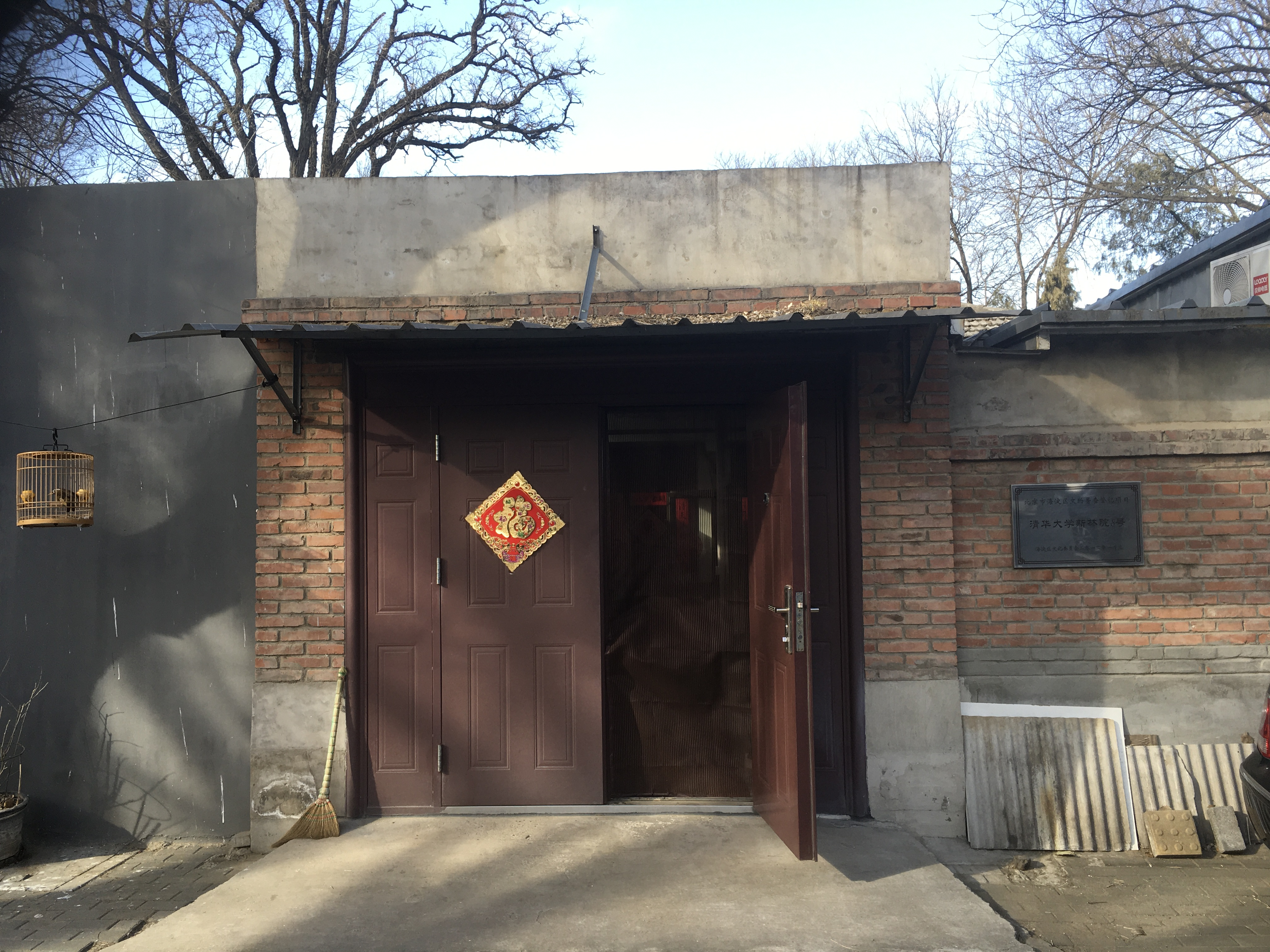
梁思成林徽因夫婦故居（新林院8號）

新林院是清華大學的教職員工宿舍，位於照瀾院南面，建於1934年，原名新南院，後由朱自清提議改為新林院。共有30個所，6588平方公尺的教授住宅，1971年再建新林樓7棟。

## 歷史名人
新中國成立前後，在這裡居住的教授有周培源（2号）、陈岱孙（3号）、俞平伯（4号）、閔乃大（5号）、霍秉权（6号）、叶企孙（7号）、赵忠尧、梁思成夫妇（8号）、趙訪熊（9号）、潘光旦（11号）、吴有训（12号）、庄前鼎（23号）、雷海宗（41号）、李辑祥（42号）、王力（43号）、戴芳瀾（51号）、陈寅恪（52号）、施嘉炀（53号）、劉崇樂（61号）、张奚若（62号）、陈桢（63号）、张荫麟（71号）、闻一多（72号）等。

## 建築保護
2009年，新林院8号梁思成故居成為文物保護重點。
2019年，新林院1至7號、9至12號、21至23號、31號、32號、41至43號、51至53號以及63號共23個建築被北京市政府列為北京市第一批历史建筑。